# Cerodontha cruciata
Cerodontha cruciata este o specie de muște din genul Cerodontha, familia Agromyzidae, descrisă de Blanchard în anul 1938. Conform Catalogue of Life specia Cerodontha cruciata nu are subspecii cunoscute.